# Хайръм Бингам III
Хайръм Бингам III (на английски: Hiram Bingham III) е американски академик, изследовател и политик. Той оповестява публично съществуването на цитаделата на инките Мачу Пикчу през 1911 г. чрез насоките на местните земеделци. По-късно Бингам служи като член на Сената на САЩ за Кънектикът.

## Ранен живот и кариера
Бингам е роден на 19 ноември 1875 г. в Хонолулу, Кралство Хаваи. Син е на Клара Брюстър и Хайръм Бингам II, ранен протестантски мисионер на Хаваите. Посещава колежа Оаху (днес Пунахоу) в Хаваи от 1882 до 1892 г. След това заминава за САЩ, за да завърши образованието си и се записва в академията Филипс в Андовър, Масачузетс, която завършва през 1894 г. Изкарва бакалавърска степен от Йейлския университет през 1898 г., степен от Калифорнийския университет, Бъркли през 1900 г., където се записва на едни от първите курсове по латиноамериканска история в САЩ, и защитава докторска степен в Харвардския университет през 1905 г. Тъй като по това време Харвард не разполага със специалист по латиноамериканска история, Едуард Гейлорд Борн от Йейлския университет служи като изпитващ на Бингам. Докато е в Йейл, Бингам става член на братството Акакия. По-късно преподава история и политика в Харвард, а след това служи като наставник под ръководството на Удроу Уилсън в Принстънския университет. В Принстън латиноамериканската история не се тачи особено, затова през 1907 г., когато в Йейл търсят заместник на починалия Борн, Бингам е назначен за лектор по южноамериканска история. Бингам е един от пионерите на преподавателската и изследователската работа по латиноамериканска история в САЩ. През 1908 г. той публикува оценка на перспективите на областта, изследвайки архивните ресурси в САЩ и Южна Америка.

## Изследовател
Бингам не е квалифициран археолог. Все пак, докато работи като лектор, а по-късно и като професор, по южноамериканска история в Йейл, той преоткрива като цяло забравения град на инките Мачу Пикчу. През 1908 г. той служи като делегат на Първия панамерикански научен конгрес в Сантяго, Чили. Докато се връща през Перу, местен префект го убеждава да посети доколумбовия град Чокекирао. Бингам публикува разказите си от пътешествието в книгата Across South America; an account of a journey from Buenos Aires to Lima by way of Potosí, with notes on Brazil, Argentina, Bolivia, Chile, and Peru.
Бингам силно се вълнува от неизследваните градове на инките и през 1911 г. организира Йейлска перуанска експедиция, една от целите на които е да се търси последната столица на инките. Всъщност, воден от местните жители, той преоткрива и правилно идентифицира Виткос и Вилкабамба. Обаче, той погрешно не признава Вилкабамба за последна столица и продължава напред в търсене, докато открива Мачу Пикчу, погрешно наричайки го „Загубеният град на инките“. Години по-късно този пропуск на Бингам е поправен от изследователя на Андите Винс Лий, чиито подробни изследвания показват, че именно Вилкабамба е последната столица на инките. На 24 юли 1911 г. Мелчор Артеага повежда Бингам към Мачу Пикчу, който като цяло е забравен, освен от малък брой хора, живеещи в долината му.
Бингам се завръща в Перу през 1912, 1914 и 1915 г. с поддръжката на Йейл и Националното географско дружество. В книгата си Изгубеният град на инките от 1948 г. Бингам обяснява защо е започнал да вярва, че Мачу Пикчу притежава голямо религиозно светилище и че е служил като обучителен център за религиозни водачи. Съвременните археологически изследвания сочат, че мястото не е било религиозен център, а кралски имот, към който вождовете на инките и обкръжението им прибягват лятно време. Ключов елемент на наследството от експедициите са колекциите от екзотични животни, антикварни предмети и човешки скелетни останки. Тези обекти разкриват на съвременния свят нов поглед върху древната история на Перу и позволяват на изследователите от 20 век да интерпретират Мачу Пикчу като „загубен град“, който е „научно открит“ от Бингам. Бингъм обединява зависимостта си от проучванията чрез местните иманяри с идеята, че науката има суверенна претенция за всички артефакти, които могат да допринесат за натрупването на знания.
Мачу Пикчу става една от големите туристически забележителности в Южна Америка, а Бингам се счита за човекът, който популяризира мястото по света, макар много други да са помогнали за същото. Пътят, изпълнен със стръмни завои, който насочва туристическите автобуси до мястото от река Урубамба се нарича магистрала Хайръм Бингам.
Бингам се счита за един от възможните прототипи на персонажа Индиана Джоунс. Книгата му Изгубеният град на инките става бестселър след публикуването ѝ през 1948 г.
Перу дълги години се опитва да си върне около 40 000-те артефакта, сред които мумии, керамика и кости, които Бингам изкопава и изнася от Мачу Пикчу. На 14 септември 2007 г. е постигнато споразумение между Йейлския университет и правителството на Перу за връщане на предметите. На 12 април 2008 г. правителството на Перу заявява, че е преразгледало предишната бройка от изчислени 4000 бройки и я е повишило на 40 000.

## Военна служба
Бингам достига ранга на капитан в Националната гвардия на Кънектикът през 1916 г. През 1917 г. става летец и организира школи по военно въздухоплаване в осем университета, за да се предостави наземно обучение за авиационни кадети. Той служи в секция „Авиация“ към свързочните войски и във Военновъздушните служби, достигайки ранг на подполковник. Във Франция Бингам командва Трети авиационен център за обучение. Той става поддръжник на Военновъздушните служби за независимост от армията, отчасти като публикува разкази за преживяванията си през Първата световна война.

## Политика
През 1922 г. Бингам е избран за вице-губернатор на Кънектикът и остава на този пост до 1924 г. През ноември 1924 г. е избран за губернатор. На 16 декември 1924 г. Бингам е избран и за член на Сената на САЩ за Кънектикът. Тъй като влиза в длъжност като губернатор и член на Сената по едно и също време, Бингам служи като губернатор само за ден – най-краткия мандат в историята на щата. През 1926 г. Бингам е преизбран за член на Сената.
Като сенатор, Бингам е и директор на Комитета на книгопечатането, а след това и директор на Комитета на териториите и островните владения. Президентът Калвин Кулидж назначава Бингам в Президентския самолетен борд, а пресата бързо кръщава бившия изследовател „Летящият сенатор“.
Бингам се проваля на изборите през 1932 г. и напуска Сената през 1933 г.
През Втората световна война Бингам преподава в няколко училища на американските военноморски сили. През 1951 г. е назначен за директор на Съвета за преглед на лоялността към Комисията за държавна служба. Той остава на този пост до 1953 г.
Бингам умира на 6 юни 1956 г. у дома си във Вашингтон. Погребан е в Националното гробище Арлингтън, Вирджиния. В чест на Бингам е наречен кратер на обратната страна на Луната.